# 川上村営バス
川上村営バス（かわかみそんえいバス）は、長野県南佐久郡川上村が運行する自治体バスである。千曲バスの廃止代替バスとして運行開始したもので、運行形態は村が保有する自家用バス（白ナンバー）による自家用有償旅客運送である。

## 概要

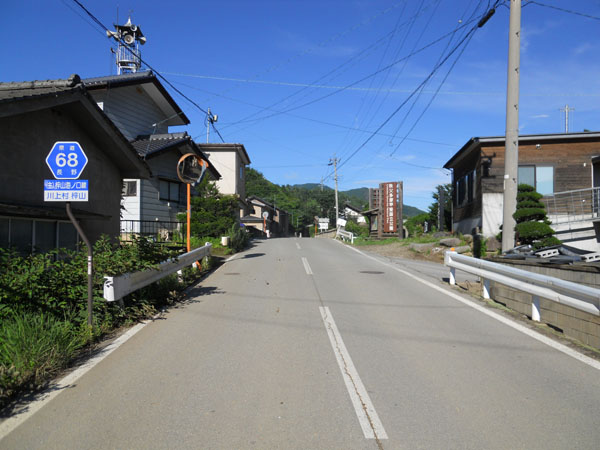
川上村中心部の梓山

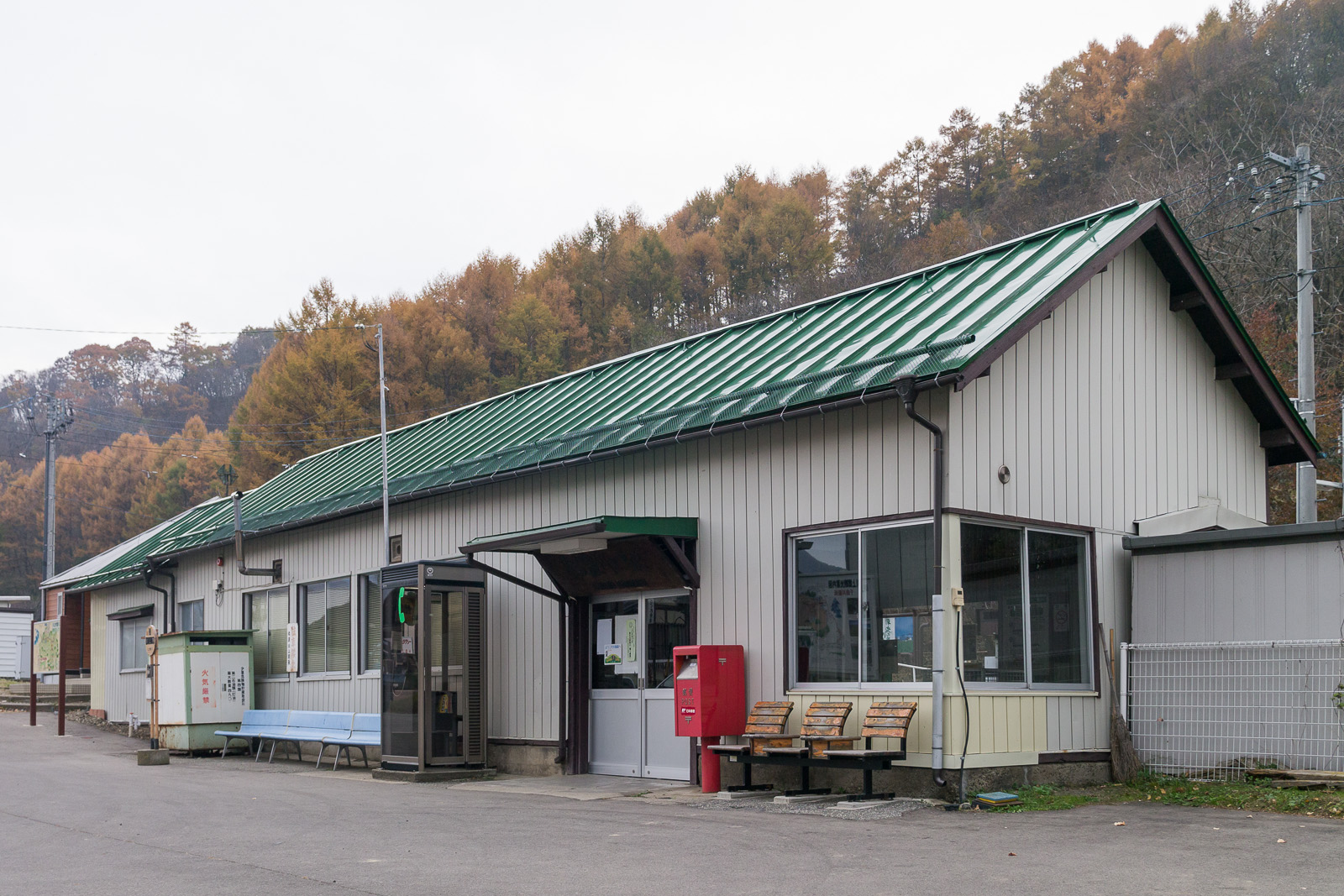
信濃川上駅

1982年までは千曲バスが村内の一般路線バスを担当していた。しかし過疎化が進んだ上に、千曲バスにとっては他の路線とは接続していない独立した路線であったことから路線は廃止となり、1982年7月より道路運送法80条の適用を受けて、自家用バスを営業運転する自治体バスとして運行を開始した。村営バスになった当初は信濃川上駅と梓山を結ぶ13.8kmの路線のみであったが、その後秋山から南下して川端下（かわはけ）への3.4km区間を延長した。
それまで川上村で運行していたスクールバスとの統合を図り、4台の車両の運行を4人でこなすようにするなどの費用低減策や、信濃川上駅前のバス停を駅の出入り口に近付け、ダイヤも小海線の列車との接続を重視し、定期券や回数券の販売窓口の増設、車内で定期券車内受付を可能として、帰りか翌日受け取りも可能とすることや定期券継続者に粗品進呈、バスの写真と時刻表入りカレンダーの配布、バス停のリニューアル、登山道へバス停誘導標識などの情報徹底などの積極策を採った。
その結果1990年代においては、1世帯あたり4台以上というマイカー保有率にもかかわらず、住民の利用が多く、開業以来収支はほぼ黒字傾向で好調な推移を示しており、他の自治体からも注目され視察なども受けている。また、梓山は千曲川や三国峠への玄関口としての役割も果たしていることから、地元住民以外にハイカーなどの利用もみられる。
運賃は対キロ制多区間運賃を採用している。

## 路線
- 樋沢野辺山 - 樋沢 - 信濃川上駅 - （診療所前） - 梓山 - 川端下
  - 樋沢野辺山 - 信濃川上駅間は学休日運休。
  - 下り便のうち夜間に運行される1本は梓山止まりとなる。また、下り便のうち夜間に運行される1本は土休日運休である。
  - 診療所前バス停は平日・土曜日の日中に運行される4便が経由する。

## 車両
車両は4台在籍しており、うち2台が村営バス用の車両で、1台が村営バス予備車兼スクールバス、1台がスクールバス専用車となっている。
車両は約7年で償却するシステムとなっており、一部の車両は長電バス、九州産業交通、備北バスへ移籍している。
車種
- 日野・メルファ
- いすゞ・エルガミオ
- 日野・リエッセ